# Вівісекція

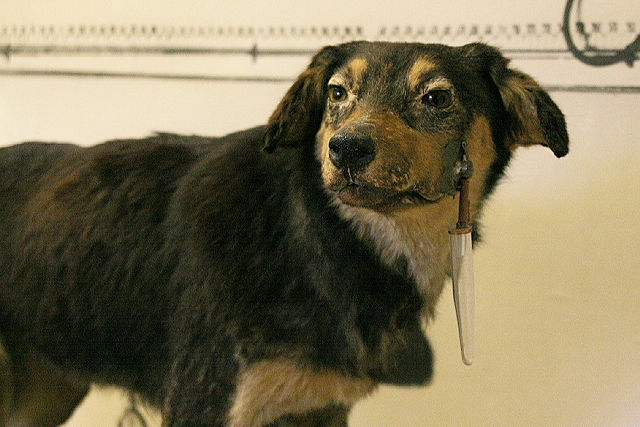
Один із собак І. П. Павлова із вживленою посудиною для слини.

Вівісе́кція (від лат. vivus — живий і sectio — розсічення) — операція, проведена для експериментальних цілей на живому організмі, як правило, тварини з центральною нервовою системою, для перегляду внутрішньої структури життя. Вівісекція людини здійснювалася як форма катувань. Цей термін з'явився у 1880-х роках і використовувався для негативного опису експериментів на живих тваринах організаціями, які виступають проти цього, тому він рідко використовується вченими на практиці.
Люди використовували інші види хребетних тварин як анатомічні та фізіологічні моделі з самого початку історії медицини. Через табу на розчленування людей, лікарі у Стародавній Греції використовували тварин. Видатні лікарі того часу використовували хірургію живих тварин (Кротон, Арістотель, Діокл, Праксагор, Ерасистрат, Герофіл). Останні двоє ігнорували табу і продовжували використовувати в дослідах засуджених злочинців. Ці вчені мали великий вплив на Клавдія Галена, що активно використовував вівісекцію тварин.
Для більшості стародавніх греків експерименти на тваринах не були аморальними. Схожість людей до їхніх антропоморфних богів надавала їм вищу класифікацію у Scala nature («ланцюг буття») і, відповідно, ставила вище тварин.

## Вівісекція тварин
Досліди, які потребують вівісекції, тобто які неможливо провести з допомогою інших засобів, часто розглядаються етикою, а в деяких країнах застосування анестезії є юридично обов'язковим для будь-якої операції, яка може викликати біль у будь-яких хребетних.

### В США
У США Закон про добробут тварин чітко вимагає, щоб будь-яка процедура, яка може спричинити біль, виконувалась з використанням «транквілізаторів, анальгетиків і анестетиків» і виконувалась лише у випадку, коли альтернатива неможлива Цей акт не визначає «наукову необхідність» або не регулює специфічні наукові процедури, проте затвердження або відхилення окремих процедур у кожній лабораторії визначається Індивідуальним комітетом з догляду та використання тварин, який має містити одного ветеринара, одного вченого, одного неученого та ще одну особу за межами університету.

### В ЄС
Європейський Союз Директивою про косметичні засобизабезпечує нормативну базу для поетапного скасування тестування косметики та косметичних інгредієнтів на тваринах. Заборона на випробування готової косметичної продукції застосовується з 11 вересня 2004 року, заборона на тестування інгредієнтів косметики від 11 липня 2013 року, маркетингова заборона (продаж косметики, яка тестувалась в інших країнах) діє з 11 березня 2009 року.
Проте заборона стосується виключно косметики, у всіх інших сферах тестування на тваринах продовжується.
Європейська конвенція про захист тварин, що використовуються для виробництва, яка забезпечує їм «п'ять свобод», поширюється лише на тварин, що утримуються для виробництва харчових продуктів, вовни, шкіри, хутра чи інших цілей сільського господарства, включаючи рибу, рептилій або земноводних.

### В країнах Азії
Досліди на тваринах у деяких країнах Азії є документально забороненими, проте механізми тестування настільки непрозорі та заплутані, що це майже неможливо відстежити. Багато компаній використовують аутсортинг[що?] і без відповідної структури для забезпечення обов'язкової документації, підприємства мають мало мотивів для забезпечення захисту добробуту тварин.